# Manuel Bacigalupo
Manuel Gerónimo Bacigalupo Acevedo (* 25. Dezember 1916 in Lima; † 10. Juni 1965 ebenda) war ein peruanischer Radrennfahrer.

## Sportliche Laufbahn
Bacigalupo war im Straßenradsport aktiv. 1936 startete er bei den Olympischen Sommerspielen in Berlin. Im olympischen Straßenrennen kam er nicht ins Ziel. Die peruanische Mannschaft mit Manuel Bacigalupo, César Peñaranda, Gregorio Caloggero und José Mazzini kam nicht in die Mannschaftswertung